# Diplogastridae
Diplogastridae, voorheen Diplogasteridae is een familie van rondwormen, die in veel verschillende habitats voorkomen, vaak als commensaal of als entomopathogene rondworm.

## Beschrijving

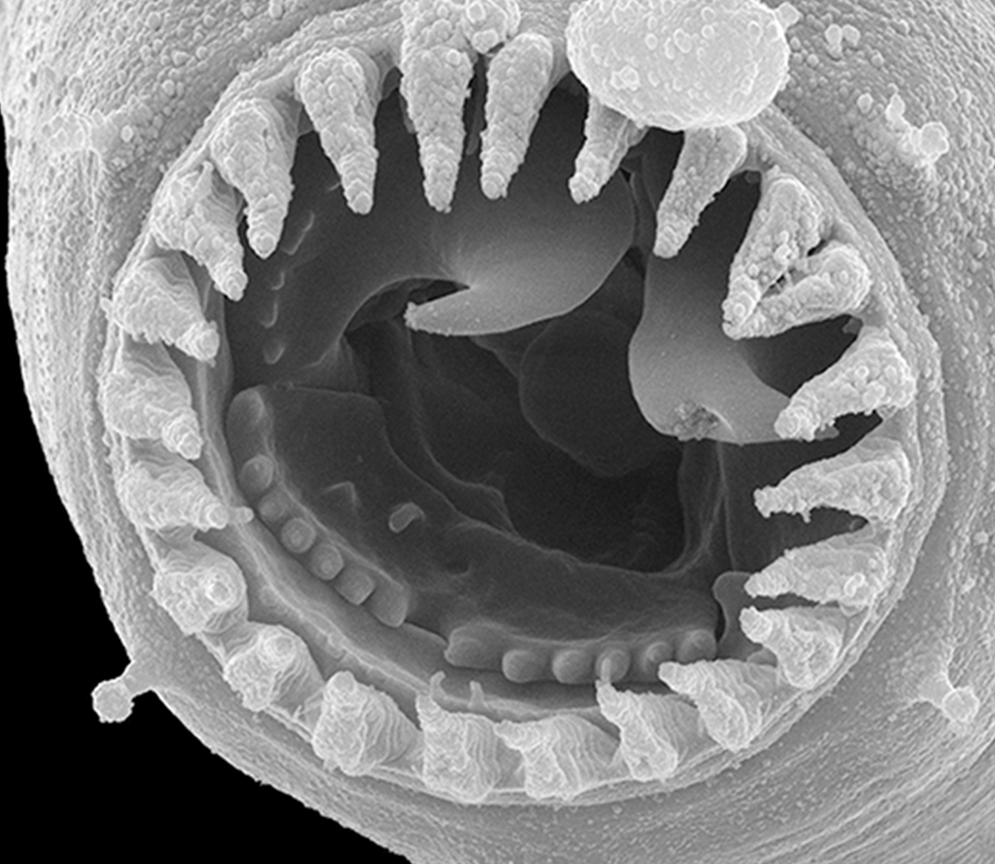
Een van de twee verschillende monden van Parapristionchus giblindavisi

Diplogastridae-rondwormen worden gekarakteriseerd door een duidelijke tweelobbige slokdarm, de tweede posteriore lob bestaat hoofdzakelijk uit klierweefsel. De bekendste soort heeft ten minste ook één tand, waardoor de rondworm meer voedsel tot zijn beschikking heeft in vergelijking met verwante soorten behorend tot de Rhabditidae (inclusief Caenorhabditis elegans). De meeste soorten hebben bacteriën als voedsel. Bij verscheidene Diplogastridae-soorten komt dimorfisme bij hun monddelen voor, waardoor specialisatie binnen dezelfde soort mogelijk is. De Diplogastridae hebben veel verschillende en complexe mondstructuren.
Tot de Diplogastridae behoort Pristionchus pacificus, een modelorganisme voor de ontwikkelingsbiologie ter vergelijking met het modelorganisme Caenorhabditis elegans. Deze twee rondwormen hebben een gezamenlijke voorouder, die 200-300 miljoen jaar geleden leefde. 

Formicodiplogaster myrmenema dauerlarve in amber uit de Dominicaanse Republiek

## Geslachten
- Acrostichus
- Allodiplogaster
- Anchidiplogaster
- Butlerius
- Cephalobium
- Cutidiplogaster
- Demaniella
- Diplogaster
- Diplogasteroides
- Diplogastrellus
- Fictor
- †Formicodiplogaster (Fossiel, in amber uit de Dominicaanse Republiek)[3])
- Goffartia
- Heteropleuronema
- Hugotdiplogaster
- Koerneria
- Leptojacobus
- Levipalatum
- Longibucca
- Mehdinema
- Micoletzkya
- Mononchoides
- Oigolaimella
- Neodiplogaster
- Parapristionchus
- Parasitodiplogaster
- Paroigolaimella
- Pristionchus
- Pseudodiplogasteroides
- Rhabditidoides
- Rhabditolaimus
- Sachsia
- Sudhausia
- Teratodiplogaster
- Tylopharynx